# Pawpawsaurus
Pawpawsaurus campbelli
Genre
Espèce
Synonymes
- † ? Texasetes[2]

Pawpawsaurus est un genre éteint de dinosaures ornithischiens herbivores, un ankylosaurien de la famille des nodosauridés. Un seul crâne fossile de cet animal a été découvert en 1982 dans le comté de Tarrant, au Texas. Il provient de la formation géologique de Pawpaw qui date de la fin du Crétacé inférieur, de l'Albien supérieur, il y a environ entre 105 et 100 Ma (millions d'années), et qui a donné son nom au genre.
La seule espèce connue du genre, Pawpawsaurus campbelli, a été décrite par Yuong-Nam Lee (d) en 1996.

## Description

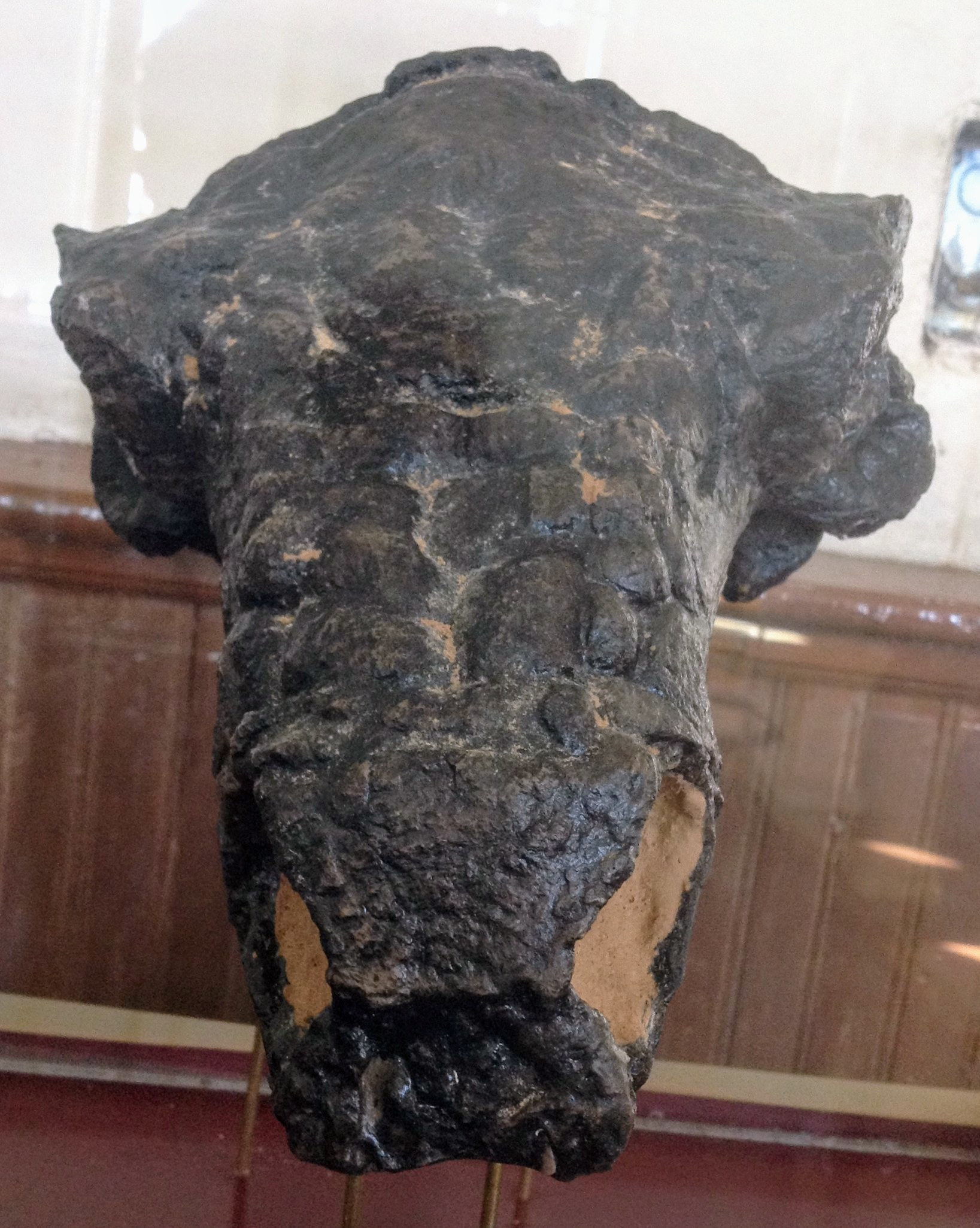
Moulage du crâne de Pawpawsaurus en vue frontale.

Une des caractéristiques du crâne de Pawpawsaurus est la présence de bourrelets osseux au niveau de ses sourcils, les premiers observés chez un Nodosauridae.
À partir de la taille du crâne, la longueur totale de l'animal est estimée à 4,50 mètres.
La bonne qualité de conservation du fossile a permis de réaliser une tomodensitométrie pour en étudier la morphologie endocrânienne ;
cette étude a été réalisée par A. Paulina-Carabajal et ses collègues en 2016. 
Le cerveau mesure 96 millimètres de long et 35 millimètres de large. Il occupe environ 30 % de la longueur du crâne, une valeur identique à celle de Panoplosaurus, supérieure à celle d' Euoplocephalus, et inférieure à celle de Kunbarrasaurus. Cette tomographie a permis aussi de décrire pour la première fois la morphologie complète de l'oreille interne d'un nodosauridé. La veine orbito-cérébrale, la veine cérébrale moyenne rostrale et la veine dorsale de la tête ont pu être identifiées. L'étude apporte des informations utilisables en taxonomie, en phylogénie, mais aussi sur le développement des organes sensoriels et donc des sens de l'animal, en particulier, l'odorat, l’ouïe et l'équilibre.
La longueur de sa lagena dans son oreille interne indique que Pawpawsaurus comme Kunbarrasaurus étaient sensibles à une gamme de fréquence plus basse que celle des Ankylosauridae du Crétacé supérieur comme Euoplocephalus et Tarchia.
La région olfactive de sa cavité nasale est relativement plus petite que celle d'autres ankylosauriens comme Panoplosaurus Euoplocephalus, ce qui suggère que son odorat était moins développé.

## Classification
Les différentes analyses phylogénétiques réalisées sur les Nodosauridae placent Pawpawsaurus au sein de cette famille en position évoluée, soit proche de Nodosaurus et Sauropelta, soit en groupe frère de Borealopelta.